# Indigofera compressa
Indigofera compressa är en ärtväxtart som beskrevs av Jean-Baptiste de Lamarck. Indigofera compressa ingår i släktet indigosläktet, och familjen ärtväxter. Inga underarter finns listade i Catalogue of Life.